# Квинт Аррий (преторий)
Квинт А́ррий (лат. Quintus Arrius; умер между 52 и 46 годами до н. э.) — римский политический деятель, претор до 63 года до н. э. (точная дата неизвестна), неудачливый претендент на консулат 58 года до н. э. Второстепенный оратор эпохи Марка Туллия Цицерона.

## Биография
В источниках происхождение Квинта Аррия охарактеризовано как «низкое». В связи с этим немецкий антиковед Эльмар Клебс уверен: Квинт не мог быть сыном претора 73 года до н. э. того же имени, известного как противник Спартака. Тем не менее сообщения о таком родстве между двумя Квинтами Арриями встречаются во вторичных источниках. Существует и гипотеза о том, что два Квинта Аррия — это один и тот же человек.
Квинт Аррий родился предположительно до 103 года до н. э. Первые упоминания о нём в сохранившихся источниках относятся к 63 году до н. э. Тогда Квинт уже был преторием (бывшим претором) и принёс в Рим первые известия об открытом мятеже сторонников Луция Сергия Катилины в Этрурии. Известно, что в 61 году до н. э. Гай Юлий Цезарь рассчитывал через Аррия договориться с Луцием Лукцеем о союзе на консульских выборах следующего года. По-видимому, предполагалось, что годом позже Цезарь поможет Квинту тоже стать консулом, но этот план не осуществился. Марк Туллий Цицерон пишет в апреле 59 года до н. э.: «Аррий уже дрожит при мысли, что консульство вырвано у него»; в другом письме он просит своего друга Аттика рассказать, как Аррий переносит неудачу.
Предположительно в связи со своим участием в консульских выборах Аррий организовал угощение столичного плебса в честь своего покойного отца. В 58 году до н. э., находясь в Фессалонике, Цицерон жаловался, что был изгнан, «обойдённый советами, обещаниями и наставлениями» Квинта Аррия и Квинта Гортензия Гортала. Однако позже он примирился с Аррием и, выступая в защиту Тита Анния Милона (52 год до н. э.), даже назвал Квинта своим другом. Тот участвовал в процессе Милона в качестве свидетеля.
К 46 году до н. э., когда был написан трактат Цицерона «Брут, или О знаменитых ораторах», Аррий был уже мёртв: автор называет его в числе умерших.

## Оценки
Марк Туллий Цицерон даёт оценку личности и ораторскому мастерству Квинта Аррия в трактате «Брут». По его словам, Квинт не имел ни способностей, ни знаний, но вопреки этому сделал неплохую политическую карьеру, добился богатства, влияния и славы оратора. Всем этим он был обязан своему умению заводить связи. Цицерон пишет, что «этот человек должен быть для всех примером того, как далеко можно пойти в нашем городе, если уметь многим угождать и многим оказывать услуги в делах и помощь в беде». Особенно помогло Аррию его умение угодить Марку Лицинию Крассу.
Катулл в стихотворении «На Аррия» пишет об ораторе Аррии, высмеивая характерную для него манеру говорить с придыханием. Предположительно речь идёт именно о Квинте.

## Потомки
В одной из сатир Горация упомянут некто Аррий, который даёт советы об устройстве пиров. Возможно, речь идёт о сыне Квинта Аррия, который в других источниках не упоминается.